# 후루카와정
후루카와정(일본어: 古川町)은 일본 기후현 요시키군에 있던 정이다. 2004년 2월 1일에 주변 정촌과 합병해 히다시의 일부가 되었다. 옛 정사무소를 히다시의 시청에 사용하고 있다.

## 지리
히다 고지의 북부에 위치하고 있으며, 마을 중앙을 남동에서 북서쪽으로 미야카와가 흐르고 있다.후루카와 국부 분지의 거의 중앙에 시가지를 이루며, 1000m급 산들이 바로 가까이를 에워싼다.

## 역사
- 1875년 - 후루카와정이 성립하였다.
- 1889년 7월 1일 - 정촌제 시행과 함께 요시카와정이 정제를 시행하였다.
- 1956년 4월 1일 - 호소에촌, 고타카리촌과 합병해 새로운 후루카와정이 성립하였다.
- 2004년 2월 1일 - 가미오카정, 미야가와촌, 가와이촌과 합병해 성립하였다. 동일 후루카와정은 폐지되었다.

## 경제
마을 면적의 80%가 산림이지만 임업은 부진했다.
농업은 벼농사 위주였으나, 이외에 채소와 과수, 육우의 사육이 성장하고 있었다. 농업 전체는 저하 경향에 있어, 경영 경지 면적은 1970년부터 2000년까지 30년간 거의 반감했다.양잠은 20세기 후반에 감소하여 1996년 완전히 두절되고 대신 상공업이 발달하였다.
| 경제구분         | 1985년 | 1993년 |
| 제1차 산업       | 1,008  | 863    |
| ---------------- | ------ | ------ |
| 농업             | 898    | 793    |
| 임업             | 109    | 59     |
| 어업             | 1      | 11     |
| 제2차 산업       | 3,885  | 3,698  |
| 광업             | 49     | 34     |
| 건설업           | 1,046  | 1,179  |
| 제조업           | 2,790  | 3,698  |
| 제3차 산업       | 3,827  | 4,279  |
| 도소매업, 음식점 | 1,535  | 1,614  |
| 금융 보험업      | 112    | 135    |
| 부동산업         | 18     | 12     |
| 운수 통신업      | 383    | 312    |
| 전기·가스·수도업 | 39     | 48     |
| 서비스업         | 1,524  | 1,898  |
| 공무             | 216    | 260    |
| 분류 불능        | -      | -      |
| 합계             | 8,720  | 8,840  |

## 교통

### 철도
- 도카이 여객철도 다카야마 본선

### 도로
- 도카이호쿠리쿠 자동차도
- 국도 제41호선
- 국도 제471호선

## 참고 문헌
- 角川日本地名大辞典編纂委員会,『角川日本地名大辞典 21 岐阜県』1980, 角川書店